# Pieter de Liefde
Pieter de Liefde (Rotterdam, circa 1650 - 1681) was een Nederlandse kapitein. Hij was de zoon van Johan Evertsz de Liefde. 
De Liefde was tijdens de Slag bij Kijkduin (21 augustus 1673) vlaggenkapitein van het schip De Zeven Provinciën. Op 17 januari 1681 was hij commandant van het oorlogsschip Wassenaar (1666-1681) van de Admiraliteit van Rotterdam. Dit schip begeleidde een konvooi van vijf handelsschepen die vanuit de oostelijke Middellandse Zee op weg naar Barcelona waren. Op die dag is tijdens een storm dat schip gestrand bij Cala Mesquida op de noordoostkust van het eiland Menorca (Balearen), er waren slechts 24 overlevenden, Pieter de Liefde was een van de vermisten. Ook drie van de handelsschepen liepen op de rotsen en gingen verloren, de andere twee ontkwamen aan de storm. 
De Liefde was getrouwd met Maria van der Does.